# 가는 봄 오는 봄
"가는 봄 오는 봄"은 한국에서 제작된 권영순 감독의 1959년 드라마 영화이다. 최무룡 등이 주연으로 출연하였고 박시춘 등이 제작에 참여하였다.

## 출연

### 주연
- 최무룡
- 문정숙

### 조연
- 전계현
- 이대엽
- 이민
- 전영선

## 기타
- 조명: 고해진
- 녹음: 이경순
- 미술: 박석인